# Takayus kunmingicus
Takayus kunmingicus là một loài nhện trong họ Theridiidae.
Loài này thuộc chi Takayus. Takayus kunmingicus được Chuandian Zhu miêu tả năm 1998.